# Dag Solstad

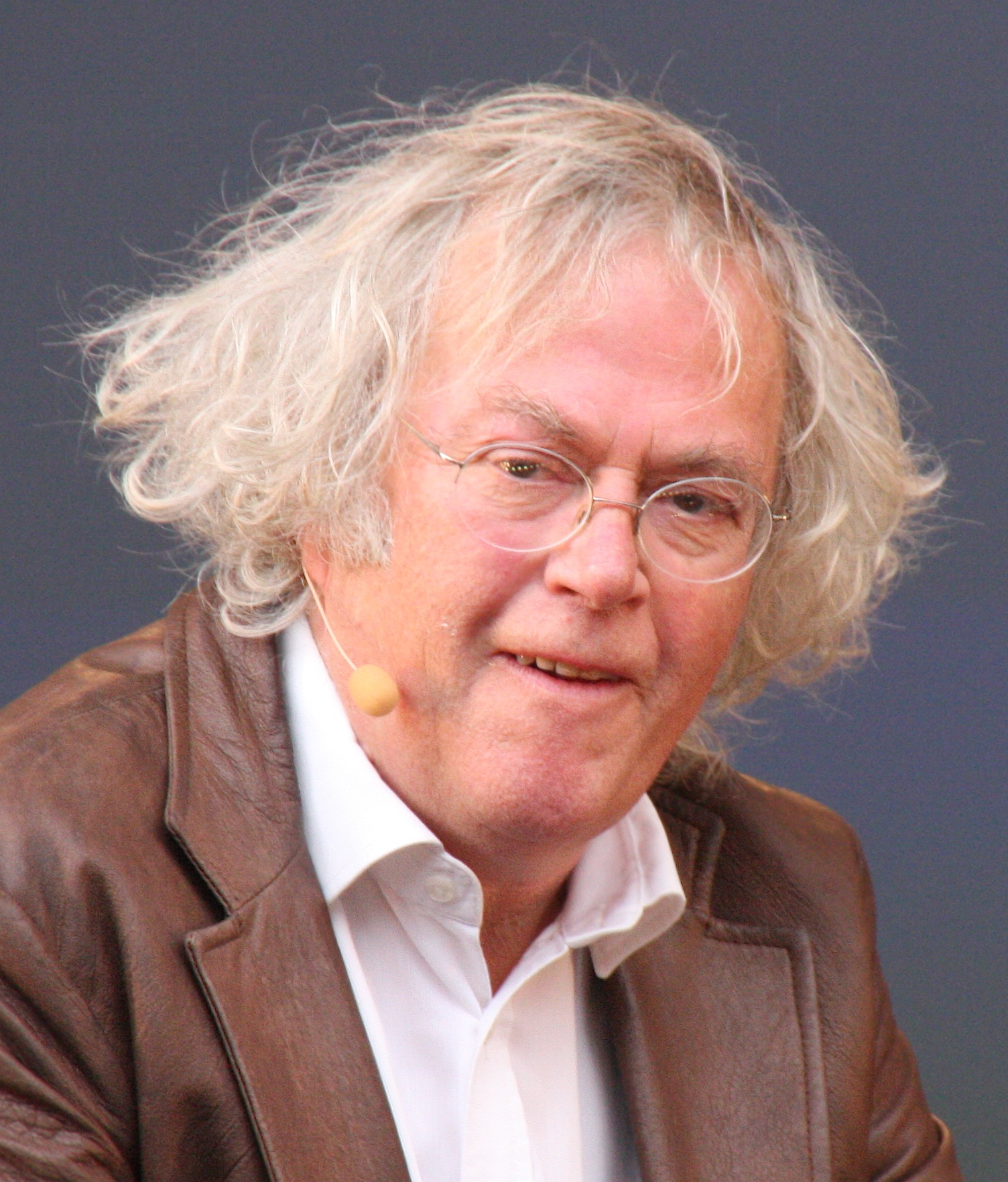
Dag Solstad (2010)

Dag Solstad (* 16. Juli 1941 in Sandefjord; † 14. März 2025 in Oslo) war ein norwegischer Schriftsteller. Er veröffentlichte knapp 40 Bücher, darunter 19 Romane sowie – zusammen mit dem befreundeten Autor Jon Michelet – fünf Reportagebücher über Fußball-Weltmeisterschaften. Solstad wurde in über 30 Sprachen übersetzt, galt als „größter Literat im Land“ und wurde als Anwärter auf den Literaturnobelpreis gehandelt.

## Leben und Werk
Dag Solstad wuchs in Sandefjord im Süden Norwegens auf. Sein Vater starb, als er elf Jahre alt war. Seine Mutter ernährte die Familie mit einiger Mühe als Schuhverkäuferin. Nach seinem Abitur arbeitete Solstad vorübergehend als Hilfslehrer; anschließend studierte er Ideengeschichte. Er debütierte 1965 mit dem Erzählband Spiraler in modernistischem Stil. Solstad verwarf zu dieser Zeit den traditionellen Roman und forderte in seinem Essay Norsk prosa – europeisk modernisme (Norwegische Prosa – europäischer Modernismus; publiziert 1967) eine Orientierung an Autoren wie James Joyce, Marcel Proust, Alain Robbe-Grillet und Samuel Beckett. Ab 1966 war er, gemeinsam mit unter anderem Jan Erik Vold, Paal-Helge Haugen und Einar Økland, Redaktionsmitglied der einflussreichen Literaturzeitschrift Profil.
Bekanntheit erlangte Solstad in den 1970er Jahren. Er wurde wie viele norwegische Intellektuelle seiner Zeit Mitglied der maoistischen Partei AKP (m-l) und begann, sozialrealistische Romane mit engem Gesellschaftsbezug zu schreiben. Er wurde zu einem Chronisten der Arbeiterklasse in seinem Land. Anfang der achtziger Jahre begann die AKP (m-l) an Bedeutung zu verlieren. Solstad veröffentlichte zu dieser Zeit mehrere Romane, in denen die Protagonisten kritisch und teilweise desillusioniert auf ihre Zeit in der der AKP (m-l) zurückblicken. Neben Roman 1987 ist hier vor allem sein Roman aus dem Jahr 1982 zu nennen – mit dem sprechenden Titel Gymnaslærer Pedersens beretning om den store politiske vekkelse som har hjemsøkt vårt land (etwa: Der Bericht des Gymnasiallehrers Pedersen über die große politische Erweckungsbewegung, die unser Land heimgesucht hat).
Anfang der neunziger Jahre trat Solstad in eine neue Phase ein und schrieb nun schmale Romane, die um eine unerhörte Begebenheit kreisen und sich im Kontext der Novellen-Tradition lesen lassen. In Ellevte roman, bok atten (1992; deutscher Titel: Elfter Roman, achtzehntes Buch) steht die Figur des Kämmerers Bjørn Hansen im Zentrum. Er verlässt Frau und Sohn, um zu seiner Geliebten Turid Lammers nach Kongsberg zu ziehen. Die Leidenschaft zu Turid kühlt jedoch nach einigen Jahren ab, und er trennt sich von ihr. Um nach außen deutlich zu machen, wie trivial, oberflächlich und sinnlos ihm das moderne Leben erscheint, simuliert er eine Lähmung und verbringt sein Dasein fortan freiwillig in einem Rollstuhl. Das Motiv der existenziellen Langeweile variiert Solstad im Folgeroman Genanse og verdighet (1994; deutscher Titel: Scham und Würde). Die zentrale Begebenheit ist hier noch weitaus banaler als im Buch zuvor: Der verbitterte, dem Alkohol zugeneigte Studienrat Elias Rukla, der seine Schüler für ihre Trägheit verachtet, blamiert sich vor den Augen seiner ganzen Klasse, indem er nach einer misslungenen Unterrichtsstunde auf groteske Weise minutenlang mit einem Regenschirm kämpft, den er vergeblich zu öffnen versucht. Die englische Übersetzung des Romans, Shyness and Dignity, wurde 2007 für den  Independent Foreign Fiction Prize nominiert, was für Solstad den internationalen Durchbruch bedeutete.
Im Laufe der 2000er Jahre entstanden von Solstad selbst als „Bonus-Romane“ bezeichnete Werke, in denen autobiografische Elemente eine wichtige Rolle spielen und die eigene Autorschaft thematisiert wird. Solstads Bücher tragen, nicht nur in dieser Zeit, zum Teil eigenwillige Titel. Ein in seiner damaligen Wahlheimat Berlin angesiedeltes Werk, mit dem Flaneur Solstad im Mittelpunkt, ist etwa nach seinem Geburtsdatum benannt (16.07.41). Über das Buch urteilte Wolfgang Hottner: „Die lose verbundenen Episoden erweisen sich als Suchbewegungen, Reflexionen auf das Finden und Versäumen des Glücks, auf das Wesen "paradiesische(r) Zustände" und die Unmöglichkeit diese zu bewahren. Zusammengehalten wird alles von Solstads eindringlicher Erzählstimme, die, repetitiv und zugleich fließend, bei aller thematischen Schwere wunderbar leicht klingt.“ 2009 und 2019 erschienen freie Fortsetzungen von Ellevte roman, bok atten, wieder mit Bjørn Hansen als Protagonist.
In den deutschsprachigen Ländern wurde das Werk Solstads, das lange aufgrund der Auseinandersetzung mit dem norwegischen Maoismus als exotisch galt, spät rezipiert. Seine Bücher erscheinen seit 2004 im Zürcher Dörlemann Verlag in Übersetzungen von Ina Kronenberger. Ein ausführlicher Porträtartikel von Iris Radisch in der Zeit, mit dem Titel Norwegens Größter, verschaffte ihm 2019 Aufmerksamkeit und allmählich auch große Anerkennung hierzulande.
Solstad wurde mit vielen Preisen ausgezeichnet, 1989 etwa mit dem renommierten Literaturpreis des Nordischen Rates. Am 17. Juni 2011 wurde ihm anlässlich seines 70. Geburtstags eine lebenslange steuerfreie Staatsrente von 200.000 norwegischen Kronen pro Jahr zugesprochen.

## Auszeichnungen
- 1989: Literaturpreis des Nordischen Rates
- 1996: Dobloug-Preis
- 1996: Gyldendalprisen
- 2004: Aschehoug-Literaturpreis
- 2006: Brageprisen
- 2017: Nordischer Preis der Schwedischen Akademie

## Werke

### Romane
- Irr! Grønt! – (1969)
- Arild Asnes, 1970 – (1971)
- 25. september-plassen – (1974)
- Svik. Førkrigsår – (1977)
- Krig. 1940 – (1978)
- Brød og våpen – (1980)
- Gymnaslærer Pedersens beretning om den store politiske vekkelse som har hjemsøkt vårt land – (1982)
- Forsøk på å beskrive det ugjennomtrengelige – (1984)
- Roman 1987 – (1987; Literaturpreis des Nordischen Rates 1989)
- Medaljens forside. En roman om Aker – (1990)
- Ellevte roman, bok atten – (1992). Dt. Elfter Roman, achtzehntes Buch. Übersetzt von Ina Kronenberger. Dörlemann Verlag, Zürich 2004, ISBN 3-908777-12-7.
- Genanse og verdighet – (1994). Dt. Scham und Würde. Übersetzt von Ina Kronenberger. Dörlemann Verlag, Zürich 2007, ISBN 978-3-908777-27-4.
- Professor Andersens natt – (1996). Dt. Professor Andersens Nacht. Übersetzt von Ina Kronenberger. Dörlemann Verlag, Zürich 2005, ISBN 3-908777-16-X.
- T. Singer – (1999). Dt. T. Singer. Roman. Deutsch von Ina Kronenberger. Dörlemann Verlag, Zürich 2019, ISBN 978-3-03820-065-9
- 16.07.41 – (2002) Dt. 16.7.41. Roman. Deutsch von Ina Kronenberger. Dörlemann Verlag, Zürich 2020, ISBN 978-3-03820-081-9
- Armand V. Fotnoter til en uutgravd roman – (2006). Dt. Armand V. – Fußnoten zu einem unausgegrabenen Roman. Deutsch von Ina Kronenberger. Dörlemann Verlag, Zürich 2008, ISBN 978-3-908777-41-0
- 17. roman – (2009)
- Det uoppløselige episke element i Telemark i perioden 1591–1896 – (2013)
- Tredje, og siste, roman om Bjørn Hansen – (2019)

### Erzählungen und Kurzprosa
- Spiraler – Erzählungen – (1965)
- Svingstol – Prosatexte – (1967)

### Schauspiele
- Georg: sit du godt? – (1968), mit Einar Økland
- Kamerat Stalin, eller familien Nordby – (1975)

### Artikel, Essays, Sachprosa
- Tilbake til Pelle Erobreren? Artikler og intervjuer om arbeiderlitteratur – (1977)
- Artikler om litteratur 1966-1981 – (1981)
- Sleng på byen – (1983)
- 14 artikler på 12 år – (1993)
- Artikler 1993-2004 – (2004)
- Artikler 2005–2014 – (2015)
- Artikler om litteratur 2015–2021 – (2021)
- En sann svir! Det norske travselskap 150 år − (2025)

### Fußballreportagen
- VM i fotball 1982 – (1982), mit Jon Michelet
- VM i fotball 1986 – (1986), mit Jon Michelet
- VM i fotball 1990 – (1990), mit Jon Michelet
- VM i fotball 1994 – (1994), mit Jon Michelet
- VM i fotball 1998 – (1998), mit Jon Michelet

## Belege
1. 1 2 3 4  Vilde Haugen: Dag Solstad er død, NRK, 15. März 2025.
2. ↑  Matthias Hannemann: Der große Nachdenker, Frankfurter Allgemeine Zeitung, 16. Juli 2021.
3. ↑  Marius Wulfsberg: Jeg har vært forfatteren Dag Solstad, Nasjonalbiblioteket (abgerufen am 15. März 2025).
4. 1 2  Per Thomas Andersen, Janne Stigen Drangsholt: Dag Solstad, Store norske leksikon (abgerufen am 15. März 2025).
5. ↑  Wolfgang Hottner: Singers Grübeleien, Süddeutsche Zeitung. 13. August 2019.
6. ↑  Wolfgang Hottner: Mann ohne Vergangenheit, Süddeutsche Zeitung, 12. Oktober 2020.
7. ↑  Iris Radisch: Norwegens Größter (Memento vom 9. August 2020 im Internet Archive), Die Zeit, Nr. 33, 2019.
8. ↑  Dag Solstad får æreslønn resten av livet, Den norske forfatterforening, 2011 (abgerufen am 15. März 2025).

| Personendaten    | Personendaten               |
| ---------------- | --------------------------- |
| NAME             | Solstad, Dag                |
| KURZBESCHREIBUNG | norwegischer Schriftsteller |
| GEBURTSDATUM     | 16. Juli 1941               |
| GEBURTSORT       | Sandefjord                  |
| STERBEDATUM      | 14. März 2025               |
| STERBEORT        | Oslo                        |